# Albești (okręg Konstanca)
Albești – wieś w Rumunii, w okręgu Konstanca, w gminie Albești. W 2011 roku liczyła 1294 mieszkańców.